# NN-106
La carretera NN‑106 es una vía colectora secundaria en el departamento de Chontales. Conecta la ciudad de Juigalpa con la comunidad de Betulia, y forma empalme al sur con la carretera hacia La Libertado.

## Trazado y cruces
| km   | Localidad / Punto | Departamento | Conexión / Ruta            |
| ---- | ----------------- | ------------ | -------------------------- |
| 0,0  | Juigalpa          | Chontales    | NN 107                     |
| 17,5 | Comunidad Betulia | Chontales    | Empalme hacia La Libertado |

## Coordenadas
Uno de los tramos de la NN‑106 puede ser encontrado en las coordenadas: 12°06′40″N 85°11′00″O / 12.1112, -85.1834